# 魔界のオッサン
『魔界のオッサン』（まかいのオッサン）は、ONEによる日本の漫画作品。魔界に住む鈴鬼一家と、その周囲を取り巻く人たちとのコメディ。2012年6月から2013年6月まで『となりのヤングジャンプ』にて連載された。また数話分をまとめた形式でニコニコ静画での再配信も行われた。

## あらすじ
基本的なストーリー構成はなく、数話完結の漫画である。
主人公や視点などは話によっても変わり、主に鈴鬼一家の日常が描かれている。

## 世界観
魔界が舞台。クリスマスや正月など節句があり、学校や家庭内喧嘩など細部の文化や住人の心理も人間世界と同様である。ただ、喧嘩となるとほとんどが殺し合いに発展する。

## 登場キャラクター

### 鈴鬼家
タダシ
一家の大黒柱。会社では係長職に就いている。一般的な中年サラリーマンのような風貌をしている。
単独で魔物の不良グループを倒してしまうほど喧嘩の腕がめっぽう強い。
履歴書には88歳と書かれている。
キヨコ
タダシの妻。一つ目でタコのような身体をしている。ややヒステリック気味。
目から光線を出す能力を持っており、しばしばそれによって宿題をサボるタロウに制裁を下している。タダシよりも強いらしい。
ユウジ
長男。30歳を超えて無職のダメ人間。現在マンガ家を目指すため修行中だが、怠けぐせにより原稿が全くすすまない。
タダシの紹介で間違って一度叔父のカズヤの下で殺し屋をしたことがある。
喧嘩は苦手のようだが、強力な光線を放てる。
タロウ
二男。スケベでお調子者の中学生。彼を中心に話が進むことが多い。
ヒトミ
末っ子。一つ目のオカッパの女の子。母親譲りで目から光線を放つ能力を持っており、たまに自分をいじめるタロウを返り討ちにしている。
チバシリ
芋虫のようなペット。生物でも容赦なく喰らう。ヒトミに懐いている。

### 友人関係
鈴木カズヤ
タダシの弟。兄には清掃員をしていると偽って殺し屋を営んでいた。
兄の紹介でユウジを雇い、彼が納豆にさらわれたことがきっかけで殺し屋であることが兄にバレてしまう。
現在は更生するために納豆と共にユウジのアシスタントをやっている。
納豆
殺し屋ギルド「プロバイオティクス」の元リーダー。その名の通り、わら納豆のような顔をしている。
自身に傷を負わせたユウジをさらい、脅迫するが鈴鬼家に敗北。
今はカズヤと共にユウジのアシスタントをやっている。
ツノ
タロウの幼馴染。彼に惚れているが、馴れ馴れしく接しているためかタロウからは疎まれている。
当初は太っていたが、ダイエットの末筋肉質になり（外見そのものはあまり変わっていない）、高い戦闘能力を誇ることになった。
タベルちゃん
顔のほとんどが口で出来た女の子。学校のマドンナ。告白してきた男子を文字通りの意味で食べてしまう。タロウも一度食べられたことがある。
彼女の胃袋は異空間になっており、食した者達を融合して自分の子供として生み出す能力を持っている。
前沢ヒトシ
自称「漆黒の邪竜」。転校してきた喧嘩番長。タベルに二度食べられたことがある。実家は漬物屋経営。
命を助けてくれたツノに惚れ、告白するが「自分より強い男が好き」だと言われ、撃沈する。

### その他
トドロキ編集
集WAY社の編集。
鎖獲奇さん
タロウの家庭教師。女子大生。美人だが性格がキツい。
夜魔蛇さん
タダシに力づくで言い寄ってきたOL。大きな蛇の化け物に変身する。